# Naturschutzgebiet Schaaken

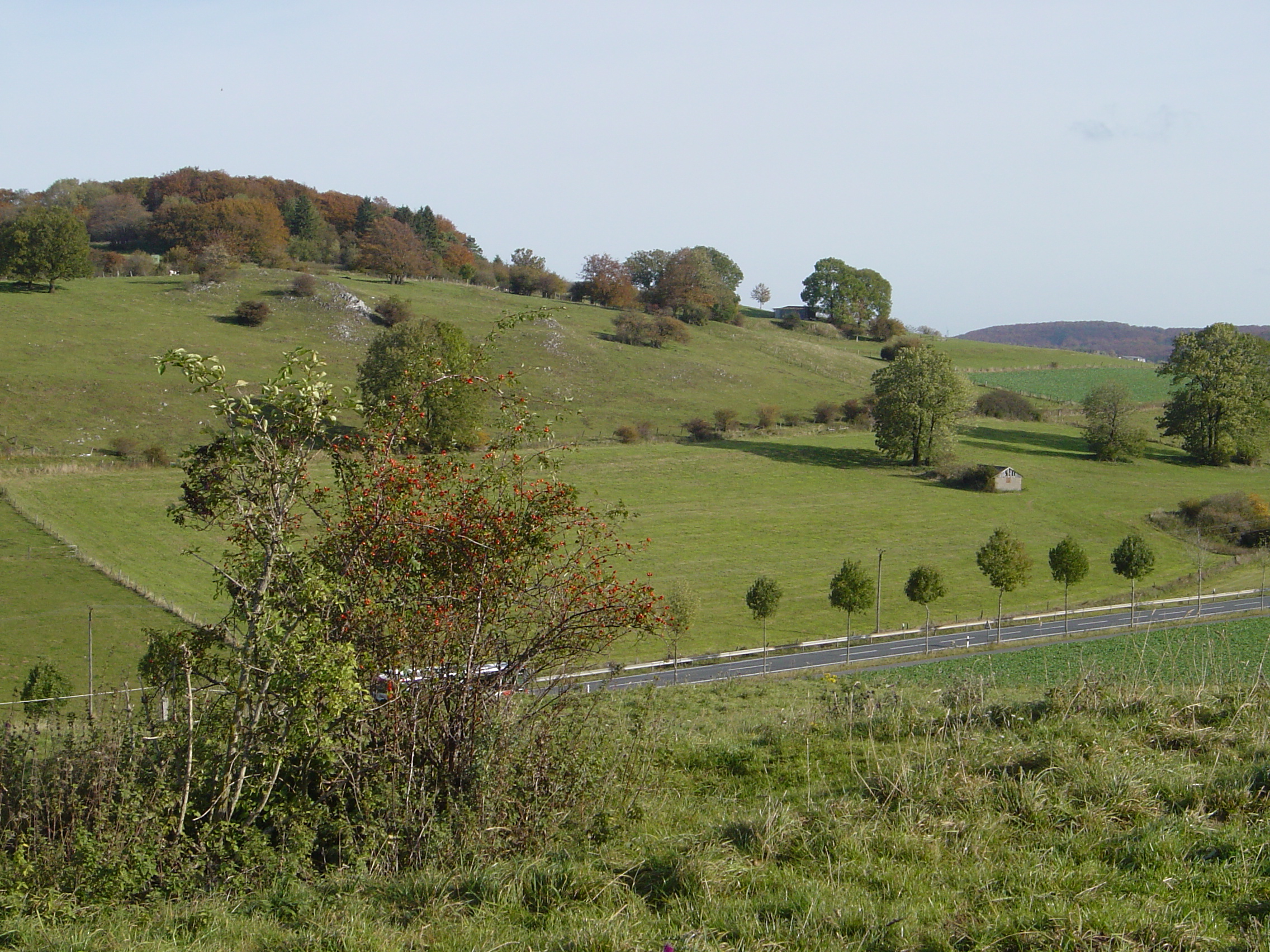
Naturschutzgebiet Schaaken von Süden

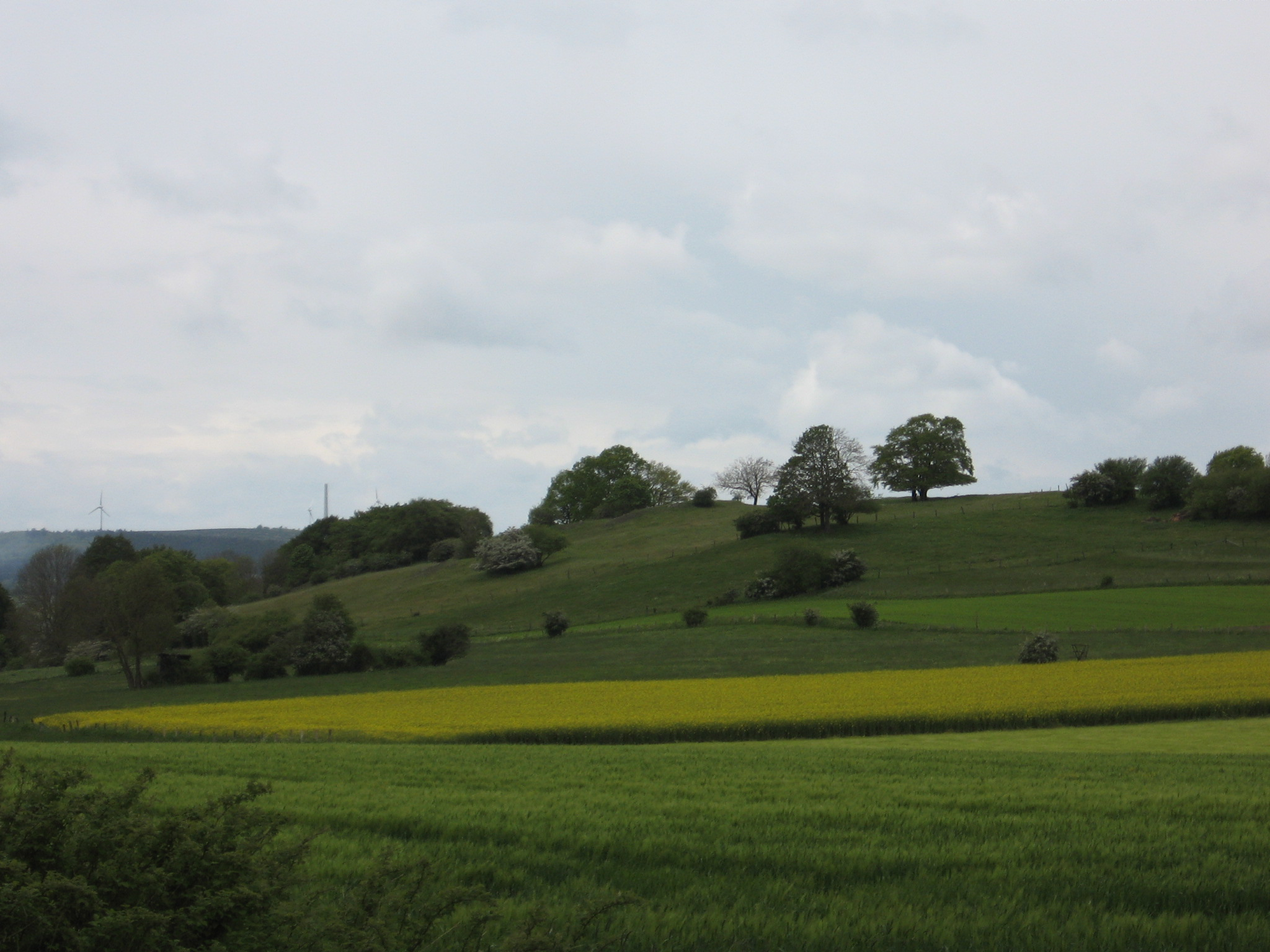
Naturschutzgebiet Schaaken von Osten

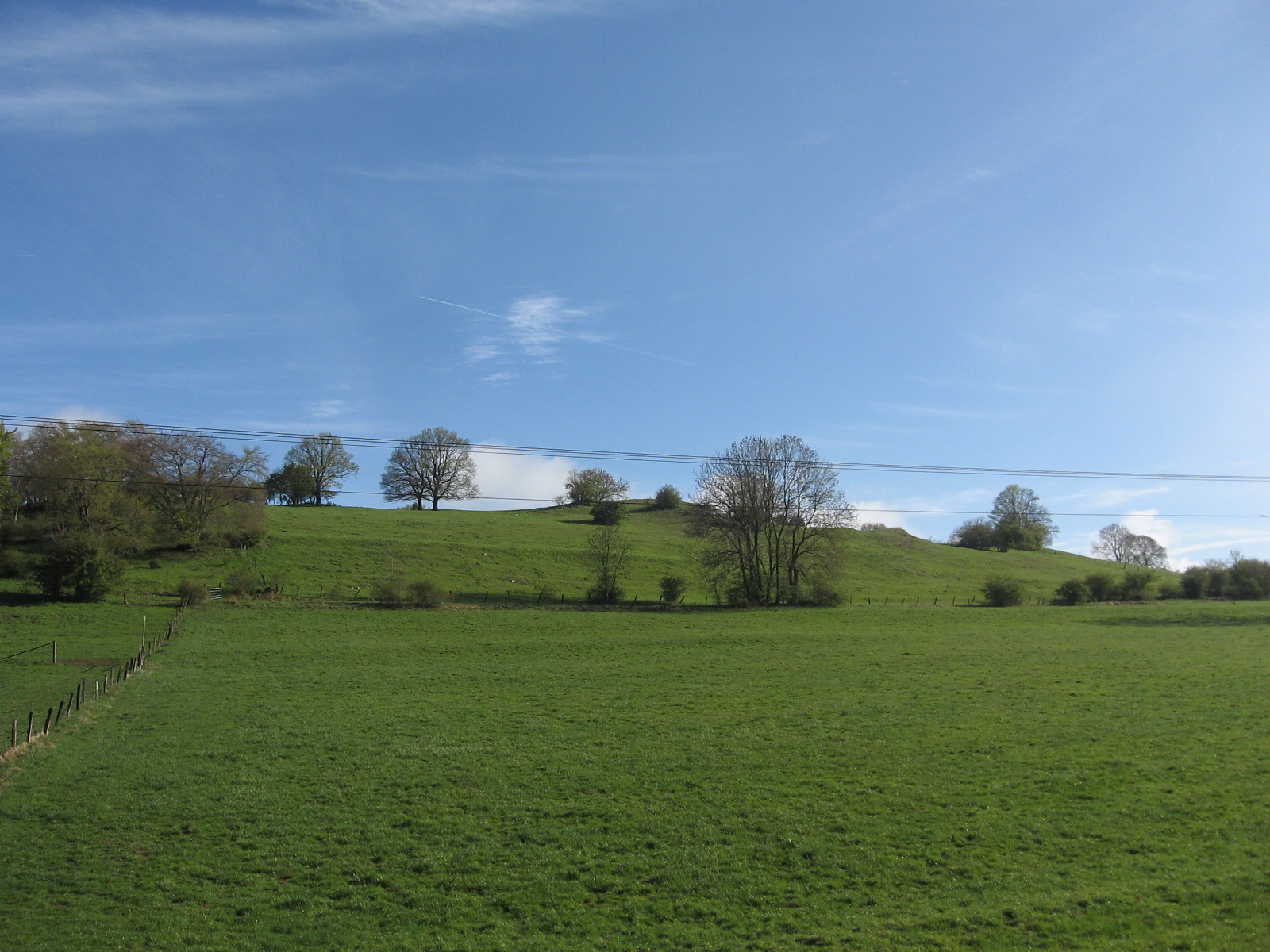
Naturschutzgebiet Schaaken von Süden

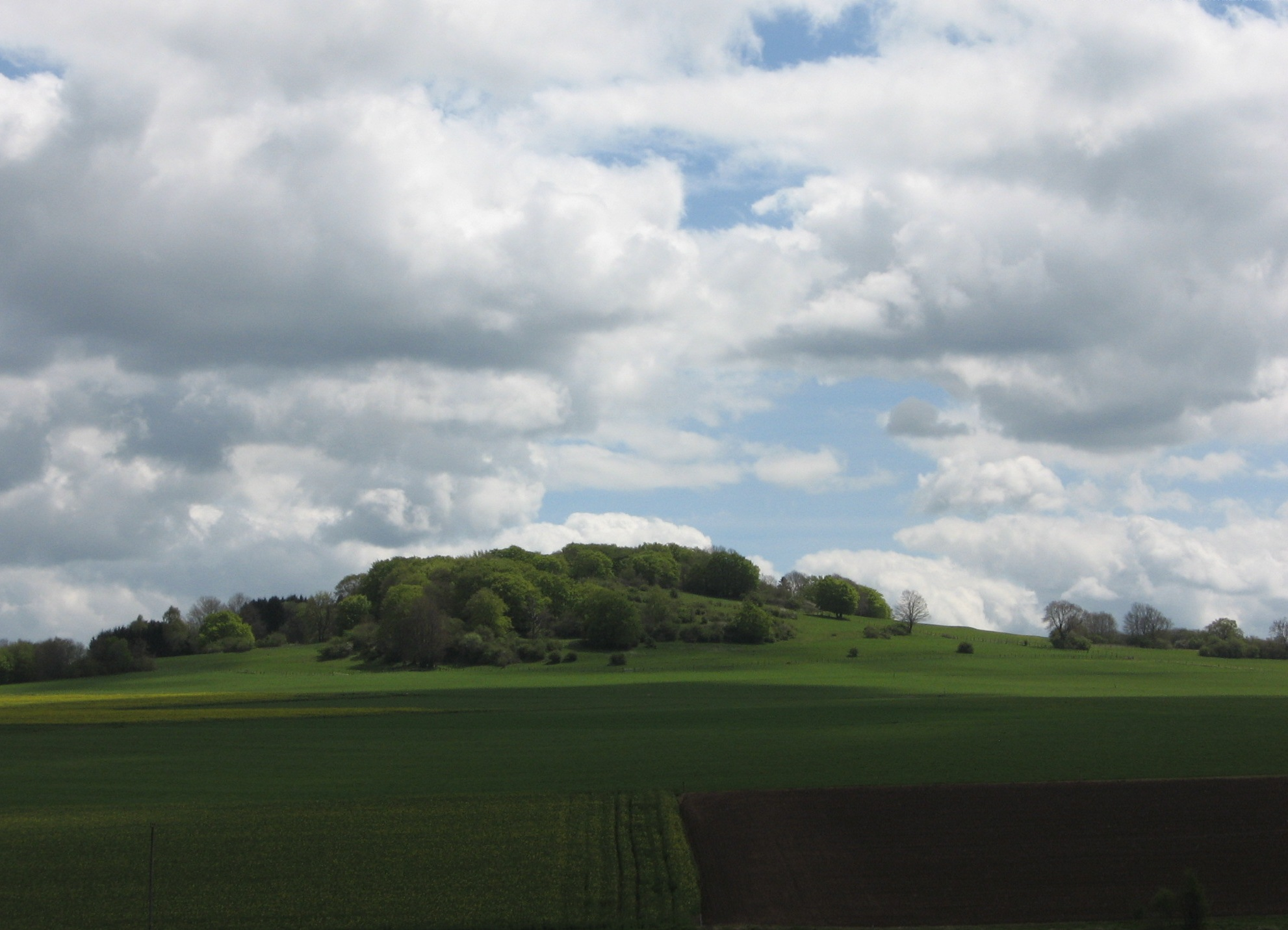
Naturschutzgebiet Schaaken von Westen

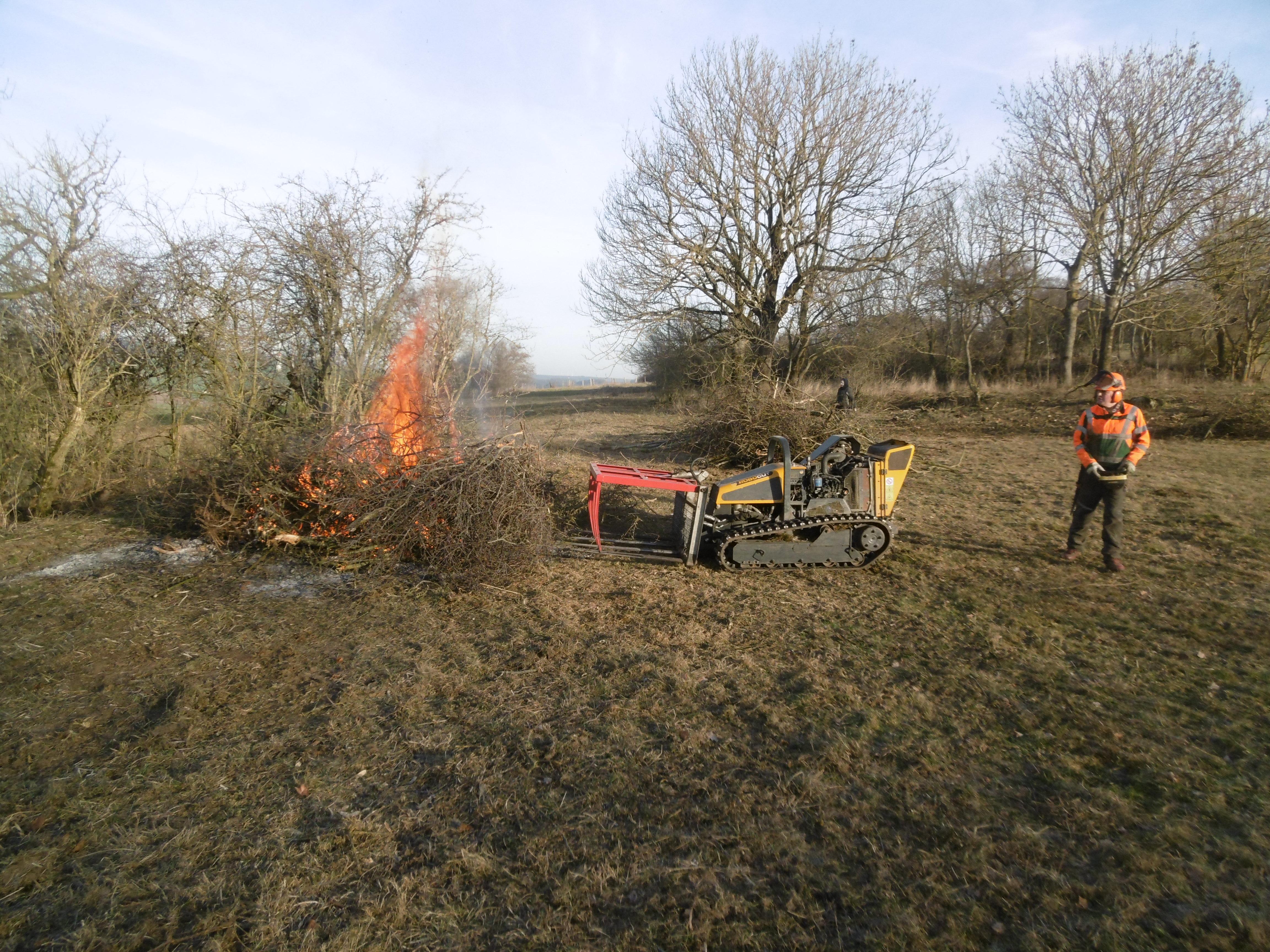
Mitarbeiter der Biologischen Station Hochsauerlandkreis hat mit Robocut abgeschnittenes Strauchmaterial zu Feuerstelle gebracht

Das Naturschutzgebiet Schaaken mit einer Größe von 21,26 ha liegt nordöstlich von Brilon. Das Gebiet wurde 2008 mit dem Landschaftsplan Briloner Hochfläche durch den Hochsauerlandkreis als Naturschutzgebiet (NSG) endgültig ausgewiesen, bereits ab 2007 erfolgte seine Einstweilige Sicherstellung. Es ist eines von 31 Naturschutzgebieten in Brilon, welche zur Gruppe der Kalkkuppen mit speziellen Verboten gehören. Der südliche Bereich des NSG gehört zum FFH-Gebiet Kalkkuppen bei Brilon (DE 4617-303). Das NSG grenzt nördlich und nordöstlich an das Landschaftsschutzgebiet Magergrünland an Feldberg und Schaaken. Südlich grenzt das Landschaftsschutzgebiet Keffelke an. Westlich und östlich grenzt das Landschaftsschutzgebiet Offenland südöstlich Brilon.

## Gebietsbeschreibung
Beim NSG handelt es sich um die beiden Kalkbergkuppen Schaaken und Kleine Tettler. An der Kuppe treten Felsen offen zu Tage. Neben einem artenarmen Waldmeister-Rotbuchenwald mit Fichten-Beimischungen befinden sich Grünlandbereiche im NSG. Im Wald finden sich Spuren früherer Bergbautätigkeit nach Blei und Zink. Im Süden des Buchenwaldes bilden Dornstrauchgebüsche einen dichten Waldmantel. Zum Grünland gehören auch artenreiche Magerrasen. Im Grünland liegen Gebüsche, Hecken, Einzelbäumen und Baumgruppen. An der nördlichen Bergkuppe befindet sich ein ehemaliger Steinbruch mit bis zu 15 m hohe Steilwänden und typischer Moos- und Farnvegetation. Im Bruch tritt Calcit in Gängen zu Tage und machen diesen aus geowissenschaftlichen Gründen schutzwürdig.
Der Landschaftsplan führt zum Wert des Gebietes auf: „Der Südwesten des NSG, der auch Teil des FFH-Gebietes ist, wirkt durch sein parkartiges Erscheinungsbild mit großen Einzelbäumen und Baumgruppen, seine vom Massenkalk lebhaft geprägte Geländemorphologie und den weithin sichtbaren Felsdurchragungen im landwirtschaftlich intensiver genutzten Umfeld besonders landschaftsprägend. Die Fläche birgt aufgrund ihrer standörtlichen Vorgaben ein besonders hohes Entwicklungspotenzial, das sich bei einer Extensivierung der aktuell noch intensiv genutzten Bereiche rasch entfalten wird.“
Im NSG wurden durch die NRW-Stiftung die meisten Grünlandflächen aufgekauft, um eine extensive Nutzung sicherzustellen.

## Pflanzenarten im Schutzgebiet
Im NSG kommen seltene Pflanzenarten vor. Es wurden durch das Landesamt für Natur, Umwelt und Verbraucherschutz Nordrhein-Westfalen Pflanzenarten Arten wie Acker-Hornkraut, Braunstieliger Streifenfarn, Breitblättriger Thymian, Dornige Hauhechel, Echter Wolfsfuß, Echtes Johanniskraut, Echtes Labkraut, Frühlings-Fingerkraut, Gänseblümchen, Gelbes Sonnenröschen, Gewöhnliche Goldnessel, Gewöhnliches Ferkelkraut, Gras-Sternmiere, Kleine Bibernelle, Kleiner Wiesenknopf, Kleines Habichtskraut, Knolliger Hahnenfuß, Körner-Steinbrech, Magerwiesen-Margerite, Mauerraute, Mittlerer Wegerich, Nickendes Leimkraut, Purgier-Lein, Rauhaarige Gänsekresse, Rundblättrige Glockenblume, Spitzlappiger Frauenmantel, Tauben-Skabiose, Wald-Bingelkraut, Waldmeister,  Wald-Veilchen, Weiches Kamm-Moos, Wiesen-Goldhafer und Wiesen-Schlüsselblume nachgewiesen.

## Schutzzweck
Schutz des Magergrünlandes und Buchenwald. Wie bei allen Naturschutzgebieten in Deutschland wurde in der Schutzausweisung darauf hingewiesen, dass das Gebiet „wegen der Seltenheit, besonderen Eigenart und Schönheit des Gebietes“ zum Naturschutzgebiet wurde. Der Landschaftsplan führt zum Schutzzweck auf: „Erhaltung und Optimierung eines artenreichen Biotopmosaiks aus großenteils extensiv genutztem Magergrünland, natürlichen und sekundären Felsbiotopen und einem Kalkbuchenwald als Lebensräume von tlw. seltenen und gefährdeten Tier- und Pflanzenarten sowie als wichtige Teilfläche im regionalen Verbund ähnlicher Biotopstrukturen; Sicherung der überkommenen Grünlandnutzung auf aufgabegefährdeten Standorten durch Vertragsangebote zur Erhaltung dieses Biotopmosaiks; Schutz von Relikten des „Galmeibergbaus“ aus landeskundlichen sowie einer Bruchwand aus geowissenschaftlichen Gründen; Sicherung der Kohärenz und Umsetzung des europäischen Schutzgebietssystems ‚Natura 2000‘.“

## Verbote
Zu den normalen Verboten in Naturschutzgebieten kommen beim NSG Schaaken wie bei den anderen 30 Kalkkuppen zusätzliche Verbote für festgelegte Kernzonen hinzu. Es ist verboten, die Kalkkuppen zu düngen, zu walzen und zu schleppen. Es dürfen nicht mehr als zwei Großvieheinheiten pro Hektar gleichzeitig weiden. Ferner darf erst ab dem 1. Juli eines Jahres gemäht werden.